# Little Livermere
Little Livermere är  en civil parish i distriktet West Suffolk i Suffolk i England. Orten har 38 invånare (2001). Byn nämndes i Domedagsboken (Domesday Book) år 1086, och kallades då Litla Livermera.